# Sumber Agung (Pulau Rimau)
Sumber Agung is een bestuurslaag in het regentschap Banyuasin van de provincie Zuid-Sumatra, Indonesië. Sumber Agung telt 776 inwoners (volkstelling 2010).